# Casasola de Arión (kommunhuvudort)
Casasola de Arión är en kommunhuvudort i Spanien.   Den ligger i provinsen Provincia de Valladolid och regionen Kastilien och Leon, i den centrala delen av landet, 180 km nordväst om huvudstaden Madrid. Casasola de Arión ligger 711 meter över havet och antalet invånare är 359.
Terrängen runt Casasola de Arión är platt, och sluttar söderut. Runt Casasola de Arión är det glesbefolkat, med 8 invånare per kvadratkilometer. Närmaste större samhälle är Toro, 14,2 km väster om Casasola de Arión. Trakten runt Casasola de Arión består till största delen av jordbruksmark.